# Fiammifero elettrico

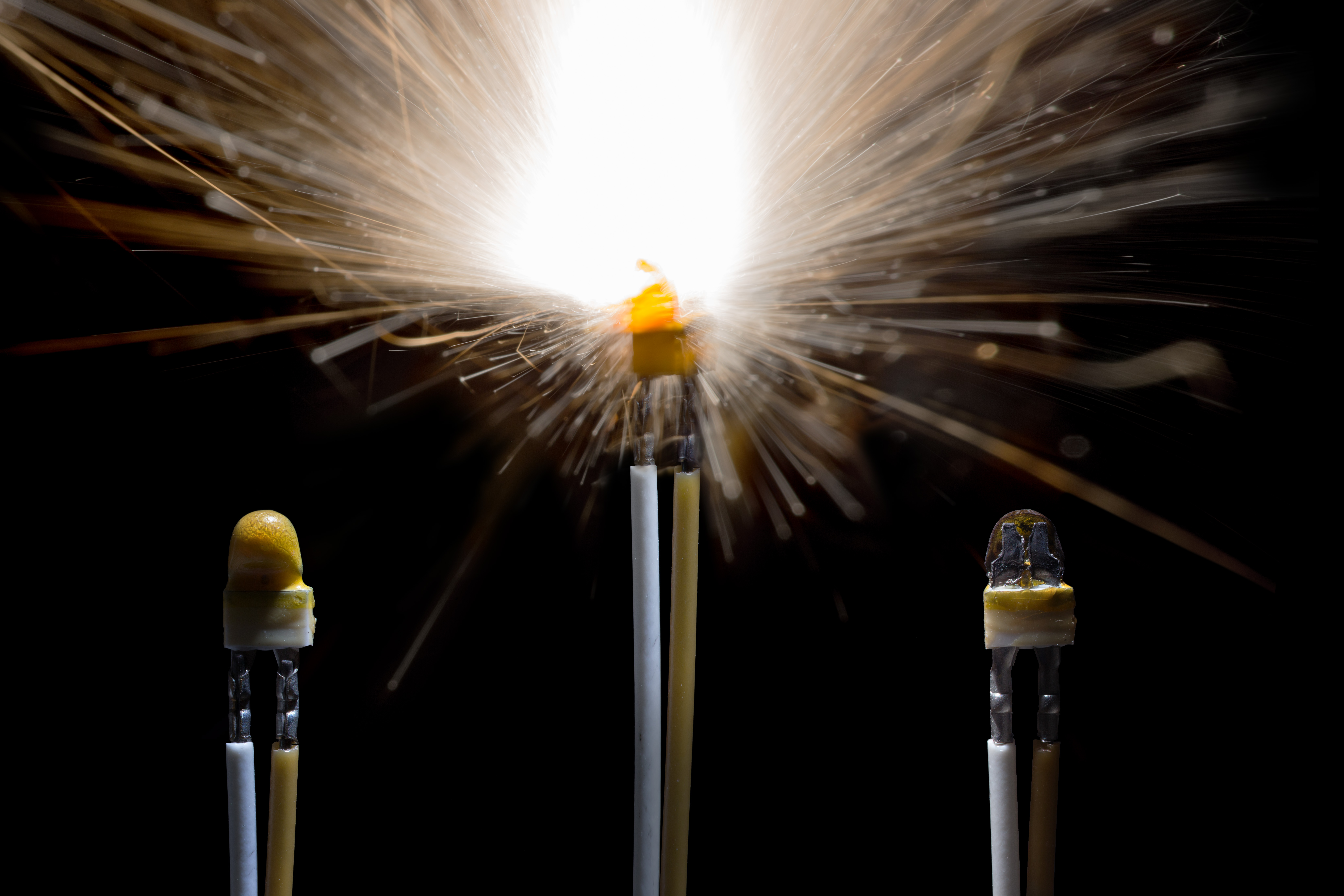
Fiammifero elettrico prima, durante e dopo l'accensione

Un fiammifero elettrico è un dispositivo che utilizza una corrente elettrica applicata esternamente per innescare un composto combustibile.
I fiammiferi elettrici usano un ponte costituito da una resistenza per innescare un pirogeno, che è una quantità di composto di accensore pirotecnico facilmente infiammabile.
I fiammiferi elettrici possono essere utilizzati in qualsiasi applicazione in cui è necessaria una fonte di calore in un momento preciso, in genere per accendere un propellente o un esplosivo. Alcuni utilizzi possono essere negli airbag, negli articoli pirotecnici e negli esplosivi militari o commerciali.

## Progetto

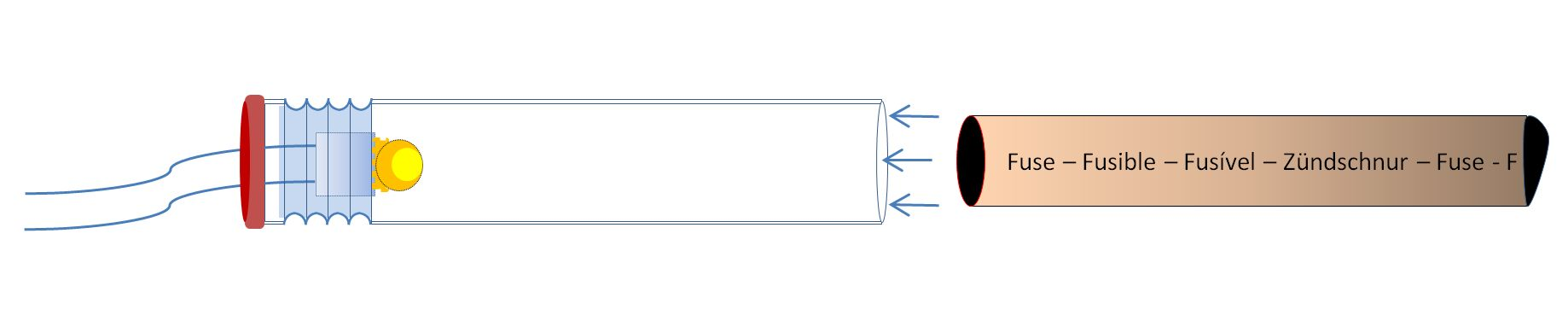
Schema di un accenditore elettrico collegato a un fusibile

I fiammiferi elettrici sono composti da due parti, un ponte e un pirogeno. Il ponte è un elemento riscaldante, tipicamente sotto forma di un anello o una bobina di filo sottile, che è racchiuso nel pirogeno, che è una quantità di composto di accenditore pirotecnico facilmente infiammabile. Se il pirogeno è sufficientemente conduttivo, può anche fungere da ponte. I fiammiferi elettrici includono anche accessori per il collegamento di una fonte di corrente elettrica e possono essere dotati di una copertura protettiva e/o un mezzo per collegarli al dispositivo da accendere.
Per far funzionare un fiammifero elettrico è necessaria una fonte di elettricità di tensione e corrente adeguati per fornire corrente al fiammifero. Quando una corrente elettrica sufficiente viene fatta passare attraverso il ponte, l'effetto Joule riscalda l'elemento al di sopra della temperatura di accensione del pirogeno e il pirogeno inizia a bruciare.
I produttori commerciali di fiammiferi elettrici spesso specificano 3 parametri chiave di un fiammifero elettrico: la resistenza (spesso intorno a 2 Ohm), una corrente di accensione consigliata (spesso intorno a 1 A) e una corrente massima di non combustione. Il pulsante "test" su un sistema di accensione in genere verifica la configurazione inviando una corrente controllata ben al di sotto della corrente di non accensione (spesso 0,2 A), per rilevare problemi comuni (cortocircuiti e circuiti aperti disconnessi).

## Applicazioni
Un elenco parziale di applicazioni è il seguente:
- Utilizzo negli airbag
- Pirotecnica
- Esplosivi militari o commerciali
- Missili giocattolo
- Caminetti: gas naturale, propano
- Stufe a gas e barbecue

I fiammiferi elettrici, o l'accensione elettronica, sono utilizzati nel gas naturale e nel propano che alimentano elettrodomestici e servizi commerciali e domestici. Alcuni esempi sono stufe e barbecue a gas, scaldabagni e caldaie per interni e per piscina, caminetti e caminetti da giardino, asciugatrici e sistemi di riscaldamento centralizzato.
I fiammiferi elettrici possono essere regolati, in quanto possono essere utilizzati per innescare esplosivi; per l'uso pirotecnico amatoriale i fiammiferi elettrici possono essere costruiti da zero o con un kit. I kit includono il filo sottile necessario per il filo del ponte, come il filo di nichel-cromo, insieme ai componenti per la miscelazione del pirogeno. I fiammiferi fatti in casa utilizzano fili sottili che possono essere acquistati o recuperati da fonti quali filamenti di lampadine e cavi in rame.
Oltre al componente facilmente infiammabile del pirogeno elettrico per i fiammiferi, alcuni fiammiferi possono anche aggiungere componenti in più per fornire una fiamma più calda e più duratura, o per accendere oggetti che sono difficili da accendere. Ad esempio, gli accenditori per i motori di certi razzi giocattolo a combustibile solido spesso includono metalli in polvere, che forniscono più calore e durata alla fiamma del fiammifero e un'accensione più affidabile del motore.